# Champions Hockey League 2019/20
Die Saison 2019/20 war die fünfte Austragung des höchsten Wettbewerbs für Klubmannschaften im europäischen Eishockey. Der Wettbewerb wurde mit einem reduzierten Teilnehmerfeld ausgetragen, wobei sich alle 32 Teilnehmer sportlich qualifizieren mussten. Den Titel sicherte sich bereits zum vierten Mal der Frölunda HC Göteborg aus der Svenska Hockeyligan, der im Finale den Mountfield Hradec Králové aus der tschechischen Extraliga mit 3:1 bezwang.
Die Begegnungen der Gruppenphase waren zwischen dem 29. August und dem 16. Oktober 2019 angesetzt. Die Spiele der K.O.-Phase begannen am 12. November 2019 und endeten mit dem Finalspiel am 4. Februar 2020.

## Modus
Die 32 Mannschaften starten in einer Gruppenphase mit acht Gruppen à vier Clubs. Die Mannschaften spielen dabei gegen jeden Gruppengegner ein Heim- und ein Auswärtsspiel.
Die beiden besten Mannschaften jeder Gruppe qualifizieren sich für die Achtelfinale. Dieses sowie die folgenden Runden werden im KO-Verfahren als Hin- und Rückspiel ausgetragen. Das Finale wird in einem Spiel ausgetragen.

## Teilnehmer
An der CHL nehmen 32 Clubs teil, 24 aus den sechs sogenannten Gründungsligen, acht über Wild Cards, die die CHL an die Meister der sogenannten Challengerligen vergibt. Die für den Sieger des IIHF Continental Cup vorgesehene Wild Card wird diese Saison an den Zweiten Belfast Giants vergeben, da der Continental-Cup-Sieger HK Arlan Kökschetau als Club aus Asien nicht an der CHL teilnehmen kann.

### Gründungs- und Challengerligen
Erstmals seit Einführung des Ligenrankings veränderte sich die Anzahl der Startplätze pro Liga. Die Schweizer National League gewinnt einen Platz hinzu, den die finnische Liiga abgeben muss.
| Gründungsligen: - Svenska Hockeyligan (Schweden): 5 Plätze - National League (Schweiz): 5 Plätze - Liiga (Finnland): 4 Plätze - Tipsport Extraliga ledního hokeje (Tschechien): 4 Plätze - Deutsche Eishockey Liga (Deutschland): 3 Plätze - Erste Bank Eishockey Liga (Österreich *): 3 Plätze | Challengerligen: - GET-ligaen (Norwegen) - Metal Ligaen (Dänemark) - Ligue Magnus (Frankreich) - Extraliga (Slowakei) - Elite Ice Hockey League (Großbritannien) - Extraliga (Belarus) - Polska Hokej Liga (Polen) |

Die Startplätze der Gründungsligen werden nach folgender Reihenfolge vergeben:
- Titelverteidiger
- Meister
- Die restlichen Plätze werden nach den Platzierungen der Hauptrunde vergeben

Davon abweichend vergibt die österreichische EBEL ihre Startplätze wie folgt:
- Meister
- Sieger Grunddurchgang
- Sieger Pick-Round
- Zweiter Pick-Round
- unterlegener Finalist

Die Challengerligen werden durch den nationalen Meister vertreten. Im Fall der britischen EIHL entspricht dies dem Sieger der Hauptrunde.

### Übersicht der qualifizierten Clubs
In Klammern: Hauptrundenplatzierung bzw. Form der Qualifikation.
| - SHL: 5 Vereine Frölunda HC Göteborg (Titelverteidiger, Meister) Luleå HF (1.) Färjestad BK Karlstad (2.) Djurgårdens IF Stockholm (4.) Skellefteå AIK (5.) - Liiga: 4 Vereine HPK Hämeenlinna (Meister) Oulun Kärpät (1.) Tappara Tampere (2.) Pelicans Lahti (3.) - EBEL: 3 Vereine EC Klagenfurter AC (Meister) Vienna Capitals (Sieger Pick-Round) Graz 99ers (Hauptrundensieger) | - National League: 5 Vereine SC Bern (Meister) EV Zug (1.) Lausanne HC (3.) EHC Biel (4.) HC Ambrì-Piotta (5.) - Extraliga: 4 Vereine HC Oceláři Třinec (Meister) Bílí Tygři Liberec (1.) HC Plzeň 1929 (3.) Mountfield Hradec Králové (4.) - DEL: 3 Vereine Adler Mannheim (Meister) EHC Red Bull München (2.) Augsburger Panther (3.) | - EIHL: 2 Vereine Belfast Giants (Meister, Finalist Continental Cup) Cardiff Devils (2.) - GET-ligaen: 1 Verein Frisk Asker (Meister) - Metal Ligaen: 1 Verein Rungsted Seier Capital (Meister) - Ligue Magnus: 1 Verein Brûleurs de Loups de Grenoble (Meister) - PHL: 1 Verein GKS Tychy (Meister) - Extraliga: 1 Verein HC 05 Banská Bystrica (Meister) - Extraliga: 1 Verein HK Junost Minsk (Meister) |

## Auslosung
| Gruppe A                      | Gruppe B                 | Gruppe C              | Gruppe D                  |
| ----------------------------- | ------------------------ | --------------------- | ------------------------- |
| EC Klagenfurter AC            | HPK Hämeenlinna          | Luleå HF              | HC Oceláři Třinec         |
| Tappara Tampere               | EV Zug                   | Bílí Tygři Liberec    | Lausanne HC               |
| EHC Biel                      | HC Plzeň 1929            | Augsburger Panther    | Pelicans Lahti            |
| Frisk Asker                   | Rungsted Seier Capital   | Belfast Giants        | HK Junost Minsk           |
| Gruppe E                      | Gruppe F                 | Gruppe G              | Gruppe H                  |
| SC Bern                       | Adler Mannheim           | Färjestad BK Karlstad | Frölunda HC Göteborg      |
| Oulun Kärpät                  | Djurgårdens IF Stockholm | EHC Red Bull München  | Graz 99ers                |
| Skellefteå AIK                | Vienna Capitals          | HC Ambrì-Piotta       | Mountfield Hradec Králové |
| Brûleurs de Loups de Grenoble | GKS Tychy                | HC 05 Banská Bystrica | Cardiff Devils            |

## Gruppenphase

### Gruppe A
| 29. August 2019 19:30 Uhr | EC Klagenfurter AC Thomas Hundertpfund (16:47) Daniel Obersteiner (23:17) Matthew Neal (30:58) | 3:2 (1:0, 2:2, 0:0) Spielbericht | Tappara Tampere Charles Bertrand (22:33) Sami Moilanen (26:43) | Stadthalle, Klagenfurt Zuschauer: 3.472 |

| 29. August 2019 19:45 Uhr | EHC Biel Yannick Rathgeb (18:45) Toni Rajala (51:11) | 2:1 (1:0, 0:1, 1:0) Spielbericht | Frisk Asker Nicolay Andresen (30:25) | Tissot Arena, Biel Zuschauer: 3.015 |

| 31. August 2019 19:30 Uhr | EC Klagenfurter AC Manuel Ganahl (7:45) Matthew Neal (14:55) Matthew Neal (58:19) | 3:0 (2:0, 0:0, 1:0) Spielbericht | Frisk Asker | Stadthalle, Klagenfurt Zuschauer: 3.038 |

| 31. August 2019 19:45 Uhr | EHC Biel Damien Riat (58:52) | 1:0 (0:0, 0:0, 1:0) Spielbericht | Tappara Tampere | Tissot Arena, Biel Zuschauer: 3.069 |

| 6. September 2019 18:00 Uhr | Tappara Tampere Olavi Vauhkonen (6:21) Charles Bertrand (19:48) Jere Karjalainen (36:02) Charles Bertrand (36:32) Niko Ojamäki (44:06) Kristian Kuusela (45:47) Olavi Vauhkonen (47:49) Charles Bertrand (50:32) | 8:3 (2:2, 2:0, 4:1) Spielbericht | EC Klagenfurter AC Matthew Neal (7:00) Manuel Ganahl (9:11) Andrew Kozek (40:53) | Hakametsä, Tampere Zuschauer: 3.725 |

| 6. September 2019 18:30 Uhr | Frisk Asker Alex Lavoie (24:04) Mikkel Christiansen (49:06) | 2:3 (0:0, 1:2, 1:1) Spielbericht | EHC Biel Mathieu Tschantré (31:38) Luca Cunti (38:32) Jan Neuenschwander (57:26) | Askerhallen, Asker Zuschauer: 1.504 |

| 8. September 2019 18:00 Uhr | Tappara Tampere Tyler Morley (22:57) | 1:0 (0:0, 1:0, 0:0) Spielbericht | EHC Biel | Hakametsä, Tampere Zuschauer: 3.579 |

| 8. September 2019 18:30 Uhr | Frisk Asker | 0:4 (0:2, 0:1, 0:1) Spielbericht | EC Klagenfurter AC Daniel Obersteiner (5:03) Matthew Neal (9:50) Marco Richter (33:15) Andrew Kozek (40:43) | Askerhallen, Asker Zuschauer: 1.365 |

| 8. Oktober 2019 18:30 Uhr | Frisk Asker Hampus Gustafsson (19:14) | 1:3 (1:1, 0:0, 0:2) Spielbericht | Tappara Tampere Otto Rauhala (8:12) Charles Bertrand (45:05) Patrik Virta (53:00) | Askerhallen, Asker Zuschauer: 1.228 |

| 9. Oktober 2019 19:30 Uhr | EC Klagenfurter AC Lukas Haudum (21:46) Andrew Kozek (38:45) David Fischer (42:46) | 3:6 (0:2, 2:2, 1:2) Spielbericht | EHC Biel Peter Schneider (2:31) Janis Moser (4:49) Peter Schneider (24:32) Peter Schneider (32:11) Toni Rajala (44:43) Peter Schneider (51:20) | Stadthalle, Klagenfurt Zuschauer: 3.411 |

| 15. Oktober 2019 19:45 Uhr | EHC Biel Toni Rajala (14:27) Peter Schneider (21:37) Anssi Salmela (31:58) Mike Künzle (40:00) | 4:2 (1:0, 2:1, 1:1) Spielbericht | EC Klagenfurter AC Nick Petersen (37:22) Andrew Kozek (51:19) | Tissot Arena, Biel Zuschauer: 3.028 |

| 16. Oktober 2019 18:00 Uhr | Tappara Tampere Sami Moilanen (4:08) Anton Levtchi (21:56) Otto Rauhala (27:06) Valtteri Kemiläinen (32:58) Niko Ojamäki (41:26) Patrik Virta (48:24) Charles Bertrand (52:33) | 7:3 (1:2, 3:0, 3:1) Spielbericht | Frisk Asker Alex Lavoie (13:34) Reid Petryk (14:29) Viktor Granholm (50:40) | Hakametsä, Tampere Zuschauer: 3.906 |

| Pl. |                    | Sp | S | OTS | OTN | N | Tore  | Punkte |
| 1.  | EHC Biel           | 6  | 5 | 0   | 0   | 1 | 16:09 | 15     |
| 2.  | Tappara Tampere    | 6  | 4 | 0   | 0   | 2 | 21:11 | 12     |
| 3.  | EC Klagenfurter AC | 6  | 3 | 0   | 0   | 3 | 18:20 | 9      |
| 4.  | Frisk Asker        | 6  | 0 | 0   | 0   | 6 | 07:22 | 0      |

Abkürzungen: Pl. = Platz, Sp = Spiele, S = Siege, OTS = Siege nach Verlängerung (Overtime) oder Penaltyschießen, OTN = Niederlagen nach Verlängerung oder Penaltyschießen, N = Niederlagen

Erläuterungen: Achtelfinalqualifikant

### Gruppe B
| 29. August 2019 17:00 Uhr | HC Plzeň 1929 Jaroslav Kracík (32:34) Peter Čerešňák (41:49) Tomáš Mertl (51:00) Jakub Pour (56:12) Petr Straka (61:51) | 5:4 n. V. (0:0, 1:3, 3:1, 1:0) Spielbericht | HPK Hämeenlinna Jere Innala (21:19) Petteri Nikkilä (22:37) Miro Ruokonen (35:50) Markus Nenonen (45:20) | Logspeed CZ Aréna, Pilsen Zuschauer: 5.135 |

| 29. August 2019 19:45 Uhr | EV Zug Johann Morant (11:06) Jan Kovář (14:22) Lino Martschini (36:55) Yannick-Lennart Albrecht (42:55) Sven Senteler (55:07) | 5:2 (2:0, 1:2, 2:0) Spielbericht | Rungsted Seier Capital | Bossard Arena, Zug Zuschauer: 4.174 |

| 31. August 2019 17:00 Uhr | EV Zug Grégory Hofmann (11:02) Grégory Hofmann (39;45) David McIntyre (43:28) | 3:4 n. V. (1:0, 1:1, 1:2, 0:1) Spielbericht | HPK Hämeenlinna Jere Innala (21:08) Filip Krivošík (41:50) Markus Nenonen (56:47) Markus Nenonen (PS) | Bossard Arena, Zug Zuschauer: 4.615 |

| 31. August 2019 17:45 Uhr | HC Plzeň 1929 Roman Vlach (0:43) Milan Gulaš (2:58) Tomáš Mertl (15:07) Milan Gulaš (27:34) Tomáš Mertl (31:14) Vojtěch Němec (38:51) Miroslav Indrák (42:18) Jakub Pour (43:57) Milan Gulaš (46:09) | 9:3 (3:2, 3:0, 3:1) Spielbericht | Rungsted Seier Capital Nikolaj Rosenthal (9:15) T. J. Moore (19:53) Mario Lucia (52:05) | Logspeed CZ Aréna, Pilsen Zuschauer: 3.261 |

| 5. September 2019 18:00 Uhr | HPK Hämeenlinna Cody Kunyk (40:38) | 1:2 n. V. (0:1, 0:0, 1:0, 0:1) Spielbericht | HC Plzeň 1929 Milan Gulaš (5:47) Milan Gulaš (60:17) | Pohjantähti Areena, Hämeenlinna Zuschauer: 2.965 |

| 5. September 2019 19:30 Uhr | Rungsted Seier Capital | 0:5 (0:5, 0:0, 0:0) Spielbericht | EV Zug Grégory Hofmann (2:27) Oscar Lindberg (7:24) Yannick-Lennart Albrecht (12:40) Grégory Hofmann (14:03) Erik Thorell (17:52) | Bitcoin Arena, Rungsted Zuschauer: 910 |

| 7. September 2019 18:00 Uhr | Rungsted Seier Capital Rasmus Andersson (9:11) Shane Hanna (46:10) | 2:4 (1:2, 0:2, 1:0) Spielbericht | HC Plzeň 1929 Michal Moravčík (17:19) Milan Gulaš (19:36) Vojtěch Němec (20:55) Miroslav Indrák (34:19) | Bitcoin Arena, Rungsted Zuschauer: 1.011 |

| 7. September 2019 18:00 Uhr | HPK Hämeenlinna Jere Innala (39:53) | 1:3 (0:1, 1:1, 0:1) Spielbericht | EV Zug Sven Senteler (9:29) Carl Klingberg (27:40) Lino Martschini (47:13) | Pohjantähti Areena, Hämeenlinna Zuschauer: 3.155 |

| 8. Oktober 2019 18:00 Uhr | HPK Hämeenlinna Miska Ronkainen (15:51) Henri Kanninen (36:14) | 2:0 (1:0, 1:0, 0:0) Spielbericht | Rungsted Seier Capital | Pohjantähti Areena, Hämeenlinna Zuschauer: 2.894 |

| 9. Oktober 2019 19:45 Uhr | EV Zug Erik Thorell (29:19) Dario Simion (31:59) Lino Martschini (38:25) Lino Martschini (39:45) Livio Langenegger (47:49) | 5:2 (0:1, 4:1, 1:0) Spielbericht | HC Plzeň 1929 Petr Straka (13:11) Peter Čerešňák (29:03) | Bossard Arena, Zug Zuschauer: 4.515 |

| 15. Oktober 2019 17:00 Uhr | HC Plzeň 1929 Milan Gulaš (58:29) Milan Gulaš (PS) | 2:1 n. P. (0:0, 0:1, 1:0, 0:0, 1:0) Spielbericht | EV Zug David McIntyre (21:05) | Logspeed CZ Aréna, Pilsen Zuschauer: 5.832 |

| 15. Oktober 2019 19:30 Uhr | Rungsted Seier Capital Rasmus T. Andersson (17:05) Mario Lucia (25:52) T. J. Moore (31:43) | 3:1 (1:0, 2:1, 0:0) Spielbericht | HPK Hämeenlinna Markus Nenonen (20:09) | Bitcoin Arena, Rungsted Zuschauer: 1.149 |

| Pl. |                        | Sp | S | OTS | OTN | N | Tore  | Punkte |
| 1.  | EV Zug                 | 6  | 4 | 0   | 2   | 0 | 22:11 | 14     |
| 2.  | HC Plzeň 1929          | 6  | 2 | 3   | 0   | 1 | 24:16 | 12     |
| 3.  | HPK Hämeenlinna        | 6  | 1 | 1   | 2   | 2 | 13:16 | 7      |
| 4.  | Rungsted Seier Capital | 6  | 1 | 0   | 0   | 5 | 10:26 | 3      |

Abkürzungen: Pl. = Platz, Sp = Spiele, S = Siege, OTS = Siege nach Verlängerung (Overtime) oder Penaltyschießen, OTN = Niederlagen nach Verlängerung oder Penaltyschießen, N = Niederlagen

Erläuterungen: Achtelfinalqualifikant

### Gruppe C
| 29. August 2019 18:00 Uhr | Luleå HF Petter Emanuelsson (11:47) Karl Fabricius (30:07) | 2:3 n. P. (1:1, 1:0, 0:1, 0:0, 0:1) Spielbericht | Augsburger Panther Jaroslav Hafenrichter (8:48) Matt Fraser (53:12) Simon Sezemsky (PS) | Coop Norrbotten Arena, Luleå Zuschauer: 3.550 |

| 29. August 2019 20:30 Uhr | Belfast Giants Bobby Farnham (2:00) Patryk Wronka (11:26) Brian Ward (23:29) Curtis Hamilton (39:40) Brian Ward (44:31) | 5:4 (2:2, 2:1, 1:1) Spielbericht | Bílí Tygři Liberec Libor Hudáček (7:21) Ronald Knot (16:15) Libor Hudáček (31:48) Jakub Valský (59:32) | The SSE Arena, Belfast Zuschauer: 3.483 |

| 31. August 2019 15:30 Uhr | Luleå HF Daniel Sondell (29:44) Jesper Sellgren (38:36) Einar Emanuelsson (55:25) Filip Hållander (59:32) | 4:1 (0:0, 2:0, 2:1) Spielbericht | Bílí Tygři Liberec Rostislav Marosz (50:06) | Coop Norrbotten Arena, Luleå Zuschauer: 3.275 |

| 31. August 2019 20:30 Uhr | Belfast Giants Jordan Smotherman (17:24) Patryk Wronka (32:09) | 2:3 n. V. (1:1, 1:0, 0:1, 0:1) Spielbericht | Augsburger Panther Matt Fraser (6:48) Marco Sternheimer (43:18) Matt Fraser (60:31) | The SSE Arena, Belfast Zuschauer: 5.692 |

| 5. September 2019 19:45 Uhr | Bílí Tygři Liberec Libor Hudáček (0:39) Petr Jelínek (8:39) Marek Zachar (28:14) Libor Hudáček (29:06) Radan Lenc (45:15) Rostislav Marosz (59:58) | 6:1 (2:0, 2:1, 2:0) Spielbericht | Belfast Giants Ben Lake (24:26) | Home Credit Arena, Liberec Zuschauer: 3.314 |

| 6. September 2019 18:00 Uhr | Augsburger Panther Matt Fraser (11:35) David Stieler (37:32) Matt Fraser (48:34) Drew LeBlanc (59:21) | 4:5 n. V. (1:1, 1:3, 2:0, 0:1) Spielbericht | Luleå HF Noel Gunler (5:26) Arttu Ilomäki (20:49) Jonas Berglund (22:56) Robin Kovács (38:42) Petter Emanuelsson (63:33) | Curt-Frenzel-Stadion, Augsburg Zuschauer: 5.624 |

| 8. September 2019 14:00 Uhr | Bílí Tygři Liberec Libor Hudáček (9:43) Lukáš Krenželok (13:30) Tomáš Filippi (29:54) Lukáš Krenželok (34:26) | 4:5 n. V. (2:2, 2:2, 0:0, 0:1) Spielbericht | Luleå HF Arttu Ilomäki (3:09) Petter Emanuelsson (16:58) Einar Emanuelsson (23:53) Nils Lundkvist (35:35) Filip Hållander (64:43) | Home Credit Arena, Liberec Zuschauer: 4.023 |

| 8. September 2019 17:00 Uhr | Augsburger Panther Matt Fraser (27:38) Henry Haase (52:45) Adam Payerl (59:18) | 3:1 (0:0, 1:0, 2:1) Spielbericht | Belfast Giants Brian Ward (51:21) | Curt-Frenzel-Stadion, Augsburg Zuschauer: 5.986 |

| 8. Oktober 2019 19:30 Uhr | Augsburger Panther Adam Payerl (18:22) Thomas Holzmann (56:37) | 2:3 n. P. (1:0, 0:1, 1:1, 0:0, 0:1) Spielbericht | Bílí Tygři Liberec Radan Lenc (39:39) Adam Musil (43:14) Rostislav Marosz (PS) | Curt-Frenzel-Stadion, Augsburg Zuschauer: 4.428 |

| 8. Oktober 2019 20:30 Uhr | Belfast Giants Liam Morgan (41:49) Liam Reddox (43:19) Liam Reddox (54:39) | 3:6 (0:1, 0:2, 3:3) Spielbericht | Luleå HF Joonas Jalvanti (5:26) Juhani Tyrväinen (25:25) Austin Farley (37:17) Robin Kovács (45:04) Petter Emanuelsson (46:14) Arttu Ilomäki (55:21) | The SSE Arena, Belfast Zuschauer: 2.274 |

| 15. Oktober 2019 18:00 Uhr | Luleå HF Jack Connolly (16:12) Isac Brännström (23:18) Jack Connolly (35:35) Noel Gunler (57:07) | 4:0 (1:0, 2:0, 1:0) Spielbericht | Belfast Giants | Coop Norrbotten Arena, Luleå Zuschauer: 2.755 |

| 16. Oktober 2019 19:30 Uhr | Bílí Tygři Liberec Libor Hudáček (6:32) Libor Hudáček (19:57) | 2:3 (2:1, 0:1, 0:1) Spielbericht | Augsburger Panther Patrick McNeill (2:14) Simon Sezemsky (34:53) Matt Fraser (58:51) | Home Credit Arena, Liberec Zuschauer: 5.733 |

| Pl. |                    | Sp | S | OTS | OTN | N | Tore  | Punkte |
| 1.  | Luleå HF           | 6  | 3 | 2   | 1   | 0 | 26:15 | 14     |
| 2.  | Augsburger Panther | 6  | 2 | 2   | 2   | 0 | 18:15 | 12     |
| 3.  | Bílí Tygři Liberec | 6  | 1 | 1   | 1   | 3 | 20:20 | 6      |
| 4.  | Belfast Giants     | 6  | 1 | 0   | 1   | 4 | 12:26 | 4      |

Abkürzungen: Pl. = Platz, Sp = Spiele, S = Siege, OTS = Siege nach Verlängerung (Overtime) oder Penaltyschießen, OTN = Niederlagen nach Verlängerung oder Penaltyschießen, N = Niederlagen

Erläuterungen: Achtelfinalqualifikant

### Gruppe D
| 30. August 2019 18:00 Uhr | HK Junost Minsk Usewalad Kaschkar (41:11) Denis Zyganow (46:50) Andrej Antonau (62:42) | 3:2 n. V. (0:0, 0:0, 2:2, 1:0) Spielbericht | Lausanne HC Josh Jooris (51:39) Christoph Bertschy (56:25) | Tschyschouka-Arena, Minsk Zuschauer: 3.152 |

| 30. August 2019 18:00 Uhr | Pelicans Lahti Hannes Björninen (44:05) | 1:0 (0:0, 0:0, 1:0) Spielbericht | HC Oceláři Třinec | Isku Areena, Lahti Zuschauer: 3.682 |

| 1. September 2019 15:00 Uhr | HK Junost Minsk Mikita Mizkewitsch (23:30) Andrei Geraschtschenko (40:35) | 2:0 (0:0, 1:0, 1:0) Spielbericht | HC Oceláři Třinec | Tschyschouka-Arena, Minsk Zuschauer: 3.477 |

| 1. September 2019 18:00 Uhr | Pelicans Lahti Aleksi Mustonen (26:25) Waltteri Merelä (28:03) Jesse Ylönen (37:51) Otto Nieminen (42:32) | 4:5 n. P. (0:1, 3:0, 1:3, 0:0, 0:1) Spielbericht | Lausanne HC Yannick Herren (2:12) Petteri Lindbohm (40:50) Joël Vermin (43:06) Josh Jooris (54:11) Christoph Bertschy (PS) | Isku Areena, Lahti Zuschauer: 3.412 |

| 6. September 2019 18:00 Uhr | HC Oceláři Třinec Tomáš Kundrátek (39:54) Patrik Hrehorčák (42:43) Jiří Polanský (45:27) Milan Doudera (47:03) Tomáš Marcinko (59:13) | 5:3 (0:2, 1:1, 4:0) Spielbericht | Pelicans Lahti Jonatan Tanus (3:45) Severi Lahtinen (10:57) Hannes Björninen (20:38) | Werk Arena, Třinec Zuschauer: 3.868 |

| 6. September 2019 19:45 Uhr | Lausanne HC Tyler Moy (15:31) Lukas Frick (23:37) Joël Vermin (34:21) | 3:2 (1:0, 2:1, 0:1) Spielbericht | HK Junost Minsk Maxim Malzew (24:31) Usewalad Kaschkar (52:24) | Patinoire d’Yverdon-les-Bains, Yverdon-les-Bains Zuschauer: 1.134 |

| 8. September 2019 15:45 Uhr | Lausanne HC Yannick Herren (24:49) Cory Emmerton (48:55) Josh Jooris (55:18) Yannick Herren (PS) | 4:3 n. P. (0:1, 1:1, 2:1, 0:0, 1:0) Spielbericht | Pelicans Lahti Taavi Vartiainen (17:25) Juhamatti Aaltonen (31:04) Jesse Mankinen (59:37) | Patinoire d’Yverdon-les-Bains, Yverdon-les-Bains Zuschauer: 1.298 |

| 8. September 2019 17:00 Uhr | HC Oceláři Třinec Erik Hrňa (1:06) Ondřej Kovařčík (10:35) Tomáš Marcinko (19:24) Marian Adámek (26:56) David Kofroň (27:23) Martin Adamský (58:11) Matěj Stránský (59:51) | 7:2 (3:0, 2:2, 2:0) Spielbericht | HK Junost Minsk Maxim Malzew (31:56) Maksim Parfejewez (33:12) | Werk Arena, Třinec Zuschauer: 3.973 |

| 9. Oktober 2019 17:00 Uhr | HC Oceláři Třinec Erik Hrňa (6:48) Matěj Stránský (63:29) | 2:1 n. V. (1:0, 0:0, 0:1, 1:0) Spielbericht | Lausanne HC Joël Genazzi (33:22) | Werk Arena, Třinec Zuschauer: 3.702 |

| 9. Oktober 2019 18:00 Uhr | Pelicans Lahti János Hári (1:29) Jesse Ylönen (50:55) | 2:4 (1:1, 0:2, 1:1) Spielbericht | HK Junost Minsk Denis Zyganow (5:32) Michail Stefanowitsch (22:17) Stanislau Lapatschuk (32:47) Michail Stefanowitsch (49:30) | Isku Areena, Lahti Zuschauer: 3.043 |

| 15. Oktober 2019 18:00 Uhr | HK Junost Minsk Mikita Mizkewitsch (28:40) Jauhen Nahatschou (29:21) | 2:3 n. P. (0:1, 2:1, 0:0, 0:0, 0:1) Spielbericht | Pelicans Lahti Aleksi Mustonen (0:55) Miro-Pekka Saarelainen (20:47) Severi Lahtinen (PS) | Tschyschouka-Arena, Minsk Zuschauer: 3.812 |

| 15. Oktober 2019 19:45 Uhr | Lausanne HC Christoph Bertschy (3:34) Victor Oejdemark (13:55) Cory Emmerton (23:28) Ronalds Ķēniņš (48:05) Petteri Lindbohm (59:59) | 5:3 (2:1, 1:1, 2:1) Spielbericht | HC Oceláři Třinec Erik Hrňa (12:59) Michal Kovařčík (25:25) Petr Vrána (52:15) | Vaudoise aréna, Lausanne Zuschauer: 4.444 |

| Pl. |                   | Sp | S | OTS | OTN | N | Tore  | Punkte |
| 1.  | Lausanne HC       | 6  | 2 | 2   | 2   | 0 | 20:17 | 12     |
| 2.  | HK Junost Minsk   | 6  | 2 | 1   | 1   | 2 | 15:17 | 9      |
| 3.  | HC Oceláři Třinec | 6  | 2 | 1   | 0   | 3 | 17:14 | 8      |
| 4.  | Pelicans Lahti    | 6  | 1 | 1   | 2   | 2 | 16:20 | 7      |

Abkürzungen: Pl. = Platz, Sp = Spiele, S = Siege, OTS = Siege nach Verlängerung (Overtime) oder Penaltyschießen, OTN = Niederlagen nach Verlängerung oder Penaltyschießen, N = Niederlagen

Erläuterungen: Achtelfinalqualifikant

### Gruppe E
| 30. August 2019 18:00 Uhr | Skellefteå AIK Oscar Möller (50:43) Joakim Lindström (56:28) Joakim Lindström (PS) | 3:2 n. P. (0:0, 0:0, 2:2, 0:0, 1:0) Spielbericht | SC Bern Andrew Ebbett (42:46) Alain Berger (51:40) | Skellefteå Kraft Arena, Skellefteå Zuschauer: 2.190 |

| 30. August 2019 18:00 Uhr | Oulun Kärpät Jesse Puljujärvi (2:42) Janne Pesonen (19:39) Jakub Krejčík (55:17) | 3:1 (2:0, 0:0, 1:1) Spielbericht | Brûleurs de Loups de Grenoble Damien Fleury (48:55) | Oulun Energia Areena, Oulu Zuschauer: 4.392 |

| 1. September 2019 16:00 Uhr | Skellefteå AIK Jesper Frödén (59:56) | 1:2 (0:1, 0:0, 1:1) Spielbericht | Brûleurs de Loups de Grenoble Damien Fleury (9:12) Joël Champagne (58:57) | Skellefteå Kraft Arena, Skellefteå Zuschauer: 1.887 |

| 1. September 2019 18:00 Uhr | Oulun Kärpät Michal Krištof (0:19) Otto Karvinen (15:03) | 2:3 n. V. (2:0, 0:1, 0:1, 0:1) Spielbericht | SC Bern Grégory Sciaroni (24:08) Matthias Bieber (44:58) Mark Arcobello (62:43) | Oulun Energia Areena, Oulu Zuschauer: 4.531 |

| 5. September 2019 19:30 Uhr | Brûleurs de Loups de Grenoble Damien Fleury (12:58) Antonin Manavian (43:43) | 2:6 (1:1, 0:3, 1:2) Spielbericht | Oulun Kärpät Sami Anttila (4:22) Jesse Puljujärvi (36:37) Janne Pesonen (37:18) Jakub Krejčík (39:00) Juho Lammikko (50:06) Tuukka Tieksola (53:33) | Patinoire Polesud, Grenoble Zuschauer: 2.400 |

| 5. September 2019 19:45 Uhr | SC Bern Alain Berger (9:39) Inti Pestoni (29:22) Calle Andersson (39:29) Calle Andersson (44:19) | 4:5 n. V. (1:1, 2:3, 1:0, 0:1) Spielbericht | Skellefteå AIK Albin Eriksson (6:59) Adam Pettersson (31:14) Andreas Wingerli (31:30) Rickard Hugg (37:45) Albin Eriksson (PS) | PostFinance-Arena, Bern Zuschauer: 5.046 |

| 7. September 2019 17:00 Uhr | SC Bern Simon Moser (5:42) | 1:2 n. P. (1:0, 0:1, 0:0, 0:0, 0:1) Spielbericht | Oulun Kärpät Michal Krištof (30:16) Tuukka Tieksola (PS) | PostFinance Arena, Bern Zuschauer: 5.059 |

| 7. September 2019 19:30 Uhr | Brûleurs de Loups de Grenoble Vincent Kara (39:55) | 1:4 (0:1, 1:1, 0:2) Spielbericht | Skellefteå AIK Oscar Möller (19:13) Linus Lindström (31:35) Joakim Lindström (40:19) Oscar Möller (59:09) | Patinoire Polesud, Grenoble Zuschauer: 2.982 |

| 8. Oktober 2019 18:00 Uhr | Skellefteå AIK Adam Pettersson (11:26) Tom Pyatt (59:59) | 2:0 (1:0, 0:0, 1:0) Spielbericht | Oulun Kärpät | Skellefteå Kraft Arena, Skellefteå Zuschauer: 2.317 |

| 8. Oktober 2019 19:45 Uhr | SC Bern Alain Berger (18:15) Justin Krueger (22:34) Grégory Sciaroni (41:53) Eric Blum (58:40) | 4:1 (1:0, 1:0, 2:1) Spielbericht | Brûleurs de Loups de Grenoble Kyle Hardy (56:25) | PostFinance Arena, Bern Zuschauer: 6.779 |

| 15. Oktober 2019 18:00 Uhr | Oulun Kärpät Michal Krištof (10:39) Jakub Krejčík (13:08) Jesse Puljujärvi (28:57) Topi Niemelä (50:05) Michal Krištof (PS) | 5:4 n. P. (2:1, 1:2, 1:1, 0:0, 1:0) Spielbericht | Skellefteå AIK Linus Lindström (17:58) Jonathan Pudas (27:40) Jonathan Pudas (35:18) Linus Lindström (59:33) | Oulun Energia Areena, Oulu Zuschauer: 4.486 |

| 15. Oktober 2019 19:30 Uhr | Brûleurs de Loups de Grenoble Dennis Kearney (5:55) | 1:3 (1:1, 0:1, 0:1) Spielbericht | SC Bern Tristan Scherwey (15:25) Andrew Ebbett (32:45) Mark Arcobello (47:30) | Patinoire Polesud, Grenoble Zuschauer: 2.692 |

| Pl. |                               | Sp | S | OTS | OTN | N | Tore  | Punkte |
| 1.  | Skellefteå AIK                | 6  | 2 | 2   | 1   | 1 | 19:14 | 11     |
| 2.  | SC Bern                       | 6  | 2 | 1   | 3   | 0 | 17:14 | 11     |
| 3.  | Oulun Kärpät                  | 6  | 2 | 2   | 1   | 1 | 18:13 | 11     |
| 4.  | Brûleurs de Loups de Grenoble | 6  | 1 | 0   | 0   | 5 | 08:21 | 3      |

Abkürzungen: Pl. = Platz, Sp = Spiele, S = Siege, OTS = Siege nach Verlängerung (Overtime) oder Penaltyschießen, OTN = Niederlagen nach Verlängerung oder Penaltyschießen, N = Niederlagen

Erläuterungen: Achtelfinalqualifikant

### Gruppe F
| 30. August 2019 19:30 Uhr | Vienna Capitals Mike Zalewski (54:48) | 1:6 (0:3, 0:2, 1:1) Spielbericht | Adler Mannheim Janik Möser (6:14) Lean Bergmann (15:53) Tim Stützle (17:25) Brent Raedeke (20:43) Borna Rendulić (34:52) Lean Bergmann (56:31) | Erste Bank Arena, Wien Zuschauer: 3.950 |

| 30. August 2019 20:00 Uhr | GKS Tychy Denis Akimoto (12:16) Bartłomiej Jeziorski (45:02) | 2:6 (1:2, 0:0, 1:4) Spielbericht | Djurgårdens IF Stockholm Alexander Holtz (14:01) Mattias Guter (19:36) Alexander Holtz (40:26) Patrik Berglund (43:41) Sebastian Strandberg (50:23) Niclas Bergfors (51:44) | Stadion Zimowy, Tychy Zuschauer: 2.135 |

| 1. September 2019 17:00 Uhr | GKS Tychy Alex Szczechura (7:09) Mike Szmatula (36:53) | 2:3 n. V. (1:0, 1:2, 0:0, 0:1) Spielbericht | Adler Mannheim Phil Hungerecker (34:24) Tim Stützle (36:12) Matthias Plachta (60:53) | Stadion Zimowy, Tychy Zuschauer: 2.342 |

| 1. September 2019 19:30 Uhr | Vienna Capitals Alex Wall (13:15) | 1:2 (1:0, 0:1, 0:1) Spielbericht | Djurgårdens IF Stockholm Sebastian Strandberg (23:39) Tom Wandell (44:24) | Erste Bank Arena, Wien Zuschauer: 2.600 |

| 6. September 2019 18:00 Uhr | Djurgårdens IF Stockholm Albin Grewe (10:26) Anton Hedman (28:23) Marcus Högström (40:26) | 3:6 (1:1, 1:2, 1:3) Spielbericht | Vienna Capitals Mark Flood (17:13) Nikolaus Hartl (21:48) Ty Loney (36:41) Ty Loney (44:37) Sondre Olden (49:43) Taylor Vause (52:06) | Hovet, Stockholm Zuschauer: 2.123 |

| 6. September 2019 19:30 Uhr | Adler Mannheim David Wolf (7:03) Ben Smith (12:05) Cody Lampl (15:24) Sinan Akdağ (19:21) Jan-Mikael Järvinen (48:26) | 5:0 (4:0, 0:0, 1:0) Spielbericht | GKS Tychy | SAP Arena, Mannheim Zuschauer: 7.752 |

| 8. September 2019 15:00 Uhr | Djurgårdens IF Stockholm Olle Alsing (39:59) Olle Alsing (44:38) | 2:0 (0:0, 1:0, 1:0) Spielbericht | GKS Tychy | Hovet, Stockholm Zuschauer: 2.684 |

| 8. September 2019 16:00 Uhr | Adler Mannheim Ben Smith (3:45) Brent Raedeke (22:52) Marcel Goc (43:32) Matthias Plachta (58:45) | 4:0 (1:0, 1:0, 2:0) Spielbericht | Vienna Capitals | SAP Arena, Mannheim Zuschauer: 8.051 |

| 8. Oktober 2019 18:00 Uhr | GKS Tychy Aljaksej Jafimenka (20:53) Peter Novajovský (22:05) Filip Komorski (30:03) Filip Komorski (55:44) | 4:2 (0:1, 3:1, 1:0) Spielbericht | Vienna Capitals Riley Holzapfel (14:59) Alex Wall (25:25) | Stadion Zimowy, Tychy Zuschauer: 2.425 |

| 8. Oktober 2019 18:00 Uhr | Djurgårdens IF Stockholm Michael Haga (4:42) Olle Alsing (10:31) Patrik Berglund (13:53) Henrik Eriksson (27:55) Michael Haga (47:02) Michael Haga (49:32) | 6:3 (3:0, 1:3, 2:0) Spielbericht | Adler Mannheim Chad Billins (22:06) Denis Reul (33:29) Andrew Desjardins (34:00) | Hovet, Stockholm Zuschauer: 2.584 |

| 15. Oktober 2019 19:30 Uhr | Vienna Capitals Patrick Peter (4:52) Nikolaus Hartl (12:21) Lucas Birnbaum (29:36) Sondre Olden (45:00) Sascha Bauer (53:38) | 5:2 (2:1, 1:1, 2:0) Spielbericht | GKS Tychy Radosław Galant (16:04) Christian Mroczkowski (36:24) | Erste Bank Arena, Wien Zuschauer: 2.850 |

| 15. Oktober 2019 19:30 Uhr | Adler Mannheim Markus Eisenschmid (2:12) Nico Krämmer (12:39) | 2:1 (2:0, 0:1, 0:0) Spielbericht | Djurgårdens IF Stockholm Manuel Ågren (33:03) | SAP Arena, Mannheim Zuschauer: 8.764 |

| Pl. |                          | Sp | S | OTS | OTN | N | Tore  | Punkte |
| 1.  | Adler Mannheim           | 6  | 4 | 1   | 0   | 1 | 23:10 | 14     |
| 2.  | Djurgårdens IF Stockholm | 6  | 4 | 0   | 0   | 2 | 20:14 | 12     |
| 3.  | Vienna Capitals          | 6  | 2 | 0   | 0   | 4 | 15:21 | 6      |
| 4.  | GKS Tychy                | 6  | 1 | 0   | 1   | 4 | 10:23 | 4      |

Abkürzungen: Pl. = Platz, Sp = Spiele, S = Siege, OTS = Siege nach Verlängerung (Overtime) oder Penaltyschießen, OTN = Niederlagen nach Verlängerung oder Penaltyschießen, N = Niederlagen

Erläuterungen: Achtelfinalqualifikant

### Gruppe G
| 29. August 2019 18:00 Uhr | Färjestad BK Karlstad Michael Lindqvist (0:40) Per Åslund (12:28) Johan Ryno (17:29) Jonathon Blum (30:02) Martin Johansson (51:18) Lucas Ekeståhl Jonsson (57:34) | 6:1 (3:0, 1:1, 2:0) Spielbericht | HC 05 Banská Bystrica Mitch Wahl (27:47) | Löfbergs Arena, Karlstad Zuschauer: 2.409 |

| 29. August 2019 19:30 Uhr | EHC Red Bull München Derek Roy (19:47) Trevor Parkes (35:21) Trevor Parkes (59:46) | 3:0 (1:0, 1:0, 1:0) Spielbericht | HC Ambrì-Piotta | Olympia-Eisstadion, München Zuschauer: 4.210 |

| 31. August 2019 15:30 Uhr | Färjestad BK Karlstad Victor Ejdsell (16:02) Johan Ryno (55:36) | 2:1 (1:1, 0:0, 1:0) Spielbericht | HC Ambrì-Piotta Nick Plastino (7:29) | Löfbergs Arena, Karlstad Zuschauer: 3.176 |

| 31. August 2019 16:00 Uhr | EHC Red Bull München Konrad Abeltshauser (29:24) Patrick Hager (40:17) Justin Schütz (59:57) | 3:0 (0:0, 1:0, 2:0) Spielbericht | HC 05 Banská Bystrica | Olympia-Eisstadion, München Zuschauer: 2.480 |

| 5. September 2019 17:00 Uhr | HC 05 Banská Bystrica Marek Slovák (0:38) Michal Kabáč (8:06) Marek Bartánus (PS) | 3:2 n. P. (2:2, 0:0, 0:0, 0:0, 1:0) Spielbericht | EHC Red Bull München Frank Mauer (4:32) Philip Gogulla (6:41) | Zimní stadion, Banská Bystrica Zuschauer: 1.536 |

| 5. September 2019 19:45 Uhr | HC Ambrì-Piotta Fabio Hofer (23:49) Matt D’Agostini (48:18) | 2:1 (0:0, 1:0, 1:1) Spielbericht | Färjestad BK Vojtěch Mozík (46:55) | Pista la Valascia, Ambrì Zuschauer: 4.277 |

| 7. September 2019 14:15 Uhr | HC 05 Banská Bystrica Jordan Hickmott (1:06) Joona Jääskeläinen (42:58) Patrik Lamper (53:38) | 3:4 n. V. (1:0, 0:1, 2:2, 0:1) Spielbericht | Färjestad BK Karlstad Sebastian Erixon (25:02) Marcus Nilsson (51:32) Per Åslund (56:11) Victor Ejdsell (64:40) | Zimní stadion, Banská Bystrica Zuschauer: 1.695 |

| 7. September 2019 19:45 Uhr | HC Ambrì-Piotta Matt D’Agostini (21:19) Marco Müller (45:11) | 2:3 n. P. (0:1, 1:0, 1:1, 0:0, 0:1) Spielbericht | EHC Red Bull München Chris Bourque (5:51) Patrick Hager (40:48) Frank Mauer (PS) | Valascia, Ambrì Zuschauer: 5.031 |

| 8. Oktober 2019 19:30 Uhr | EHC Red Bull München Mark Voakes (6:36) Philip Gogulla (46:21) | 2:1 (1:0, 0:0, 1:1) Spielbericht | Färjestad BK Karlstad Marcus Nilsson (57:39) | Olympia-Eisstadion, München Zuschauer: 2.510 |

| 8. Oktober 2019 19:45 Uhr | HC 05 Banská Bystrica | 0:4 (0:2, 0:2, 0:0) Spielbericht | HC Ambrì-Piotta Johnny Kneubuehler (5:44) Matt D’Agostini (7:00) Matt D’Agostini (27:00) Dominic Zwerger (37:16) | Zimní stadion, Banská Bystrica Zuschauer: 1.588 |

| 15. Oktober 2019 18:00 Uhr | Färjestad BK Karlstad Victor Ejdsell (26:05) Jonathon Blum (31:58) Gustav Rydahl (55:42) | 3:1 (0:1, 2:0, 1:0) Spielbericht | EHC Red Bull München Justin Schütz (9:57) | Löfbergs Arena, Karlstad Zuschauer: 5.326 |

| 16. Oktober 2019 19:45 Uhr | HC Ambrì-Piotta Nick Plastino (3:59) Matt D’Agostini (24:34) Robert Sabolič (52:54) Giacomo Dal Pian (57:18) | 4:3 (1:0, 1:2, 2:1) Spielbericht | HC 05 Banská Bystrica Marek Biro (33:07) Lukáš Lunter (39:29) Andrej Šťastný (43:11) | Valascia, Ambrì Zuschauer: 1.537 |

| Pl. |                       | Sp | S | OTS | OTN | N | Tore  | Punkte |
| 1.  | EHC Red Bull München  | 6  | 3 | 1   | 1   | 1 | 14:09 | 12     |
| 2.  | Färjestad BK Karlstad | 6  | 3 | 1   | 0   | 2 | 17:10 | 11     |
| 3.  | HC Ambrì-Piotta       | 6  | 3 | 0   | 1   | 2 | 13:12 | 10     |
| 4.  | HC 05 Banská Bystrica | 6  | 0 | 1   | 1   | 4 | 10:23 | 3      |

Abkürzungen: Pl. = Platz, Sp = Spiele, S = Siege, OTS = Siege nach Verlängerung (Overtime) oder Penaltyschießen, OTN = Niederlagen nach Verlängerung oder Penaltyschießen, N = Niederlagen

Erläuterungen: Achtelfinalqualifikant

### Gruppe H
| 30. August 2019 18:00 Uhr | Frölunda HC Göteborg Theodor Lennström (0:27) Samuel Fagemo (1:02) Simon Hjalmarsson (23:13) Ryan Lasch (53:45) Patrik Carlsson (57:08) | 5:6 n. P. (2:2, 1:2, 2:1, 0:0, 0:1) Spielbericht | Graz 99ers Dwight King (9:38) Sebastian Collberg (15:03) Matt Garbowsky (32:49) Dominik Grafenthin (34:07) Dominik Grafenthin (49:09) Robin Weihager (PS) | Frölundaborg, Göteborg Zuschauer: 3.630 |

| 30. August 2019 20:30 Uhr | Cardiff Devils Blair Riley (31:11) Mike McNamee (32:04) Charles Linglet (45:03) | 3:2 (0:1, 2:0, 1:1) Spielbericht | Mountfield Hradec Králové Radovan Pavlík (12:47) Tomáš Vincour (59:58) | Viola Arena, Cardiff Zuschauer: 2.502 |

| 1. September 2019 16:00 Uhr | Frölunda HC Göteborg Rhett Rakhshani (35:44) Rhett Rakhshani (56:19) | 2:3 (0:0, 1:2, 1:1) Spielbericht | Mountfield Hradec Králové Aleš Jergl (30:40) Philip Samuelsson (34:00) Lukáš Cingeľ (46:01) | Frölundaborg, Göteborg Zuschauer: 3.895 |

| 1. September 2019 17:00 Uhr | Cardiff Devils Sean Bentivoglio (23:50) Mark Louis (31:07) Mike McNamee (38:25) Sean McMonagle (PS) | 4:3 n. P. (0:1, 3:1, 0:1, 0:0, 1:0) Spielbericht | Graz 99ers Trevor Hamilton (4:05) Philipp Lindner (35:44) Trevor Hamilton (56:48) | Viola Arena, Cardiff Zuschauer: 2.815 |

| 5. September 2019 18:00 Uhr | Mountfield Hradec Králové Tomáš Vincour (9:41) Lukáš Cingeľ (13:14) Daniel Rákos (42:24) Rudolf Červený (46:27) Māris Bičevskis (58:41) | 5:2 (2:0, 0:0, 3:2) Spielbericht | Cardiff Devils Bryce Reddick (52:37) Matias Sointu (53:07) | ČPP aréna, Hradec Králové Zuschauer: 2.499 |

| 5. September 2019 20:20 Uhr | Graz 99ers Dwight King (12:59) | 1:5 (1:1, 0:2, 0:2) Spielbericht | Frölunda HC Göteborg Johan Sundström (7:29) Joel Lundqvist (23:24) Joel Lundqvist (30:43) Lucas Raymond (42:05) Lucas Raymond (53:35) | Merkur-Eisstadion, Graz Zuschauer: 3.030 |

| 7. September 2019 17:00 Uhr | Mountfield Hradec Králové Mislav Rosandić (10:48) Radovan Pavlík (15:41) Radek Smoleňák (58:24) | 3:4 (2:3, 0:0, 1:1) Spielbericht | Frölunda HC Göteborg Max Friberg (3:40) Ryan Lasch (7:52) Julius Bergman (11:35) Mats Rosseli Olsen (43:03) | ČPP aréna, Hradec Králové Zuschauer: 3.006 |

| 7. September 2019 19:15 Uhr | Graz 99ers Dwight King (37:18) Dwight King (43:13) | 2:5 (0:1, 1:2, 1:2) Spielbericht | Cardiff Devils Gleason Fournier (5:40) Bryce Reddick (20:22) Sean McMonagle (25:18) Blair Riley (43:56) Sean Bentivoglio (52:55) | Merkur-Eisstadion, Graz Zuschauer: 2.482 |

| 8. Oktober 2019 18:00 Uhr | Frölunda HC Göteborg Patrik Carlsson (0:35) Joel Lundqvist (23:30) Karl Stollery (27:07) Samuel Fagemo (34:59) Jacob Peterson (42:51) Brandon Gormley (46:31) Joel Lundqvist (47:37) Joel Lundqvist (55:26) Samuel Fagemo (58:04) | 9:2 (1:0, 3:1, 5:1) Spielbericht | Cardiff Devils Joey Martin (24:23) Joey Haddad (44:21) | Frölundaborg, Göteborg Zuschauer: 3.218 |

| 8. Oktober 2019 19:30 Uhr | Graz 99ers Travis Oleksuk (59:44) | 1:2 (0:2, 0:0, 1:0) Spielbericht | Mountfield Hradec Králové Radek Smoleňák (14:07) Rudolf Červený (19:24) | Merkur-Eisstadion, Graz Zuschauer: 2.121 |

| 15. Oktober 2019 20:30 Uhr | Cardiff Devils Blair Riley (20:46) Mark Richardson (36:55) | 2:9 (0:1, 2:3, 0:5) Spielbericht | Frölunda HC Göteborg Simon Hjalmarsson (6:27) Anders Grönlund (28:47) Samuel Fagemo (33:07) Samuel Fagemo (39:02) Max Friberg (42:33) Samuel Fagemo (43:16) Rhett Rakhshani (45:33) Simon Hjalmarsson (46:52) Samuel Fagemo (56:54) | Viola Arena, Cardiff Zuschauer: 2.689 |

| 16. Oktober 2019 17:00 Uhr | Mountfield Hradec Králové Jordann Perret (5:21) Tomáš Vincour (33:30) Matej Paulovič (44:01) Māris Bičevskis (48:57) Adam Kubík (54:03) Matěj Chalupa (56:24) Radovan Pavlík (58:13) | 7:1 (1:0, 1:1, 5:0) Spielbericht | Graz 99ers Dwight King (27:41) | ČPP aréna, Hradec Králové Zuschauer: 2.569 |

| Pl. |                           | Sp | S | OTS | OTN | N | Tore  | Punkte |
| 1.  | Frölunda HC Göteborg      | 6  | 4 | 0   | 1   | 1 | 34:17 | 13     |
| 2.  | Mountfield Hradec Králové | 6  | 4 | 0   | 0   | 2 | 22:13 | 12     |
| 3.  | Cardiff Devils            | 6  | 2 | 1   | 0   | 3 | 18:30 | 8      |
| 4.  | Graz 99ers                | 6  | 0 | 1   | 1   | 4 | 14:28 | 3      |

Abkürzungen: Pl. = Platz, Sp = Spiele, S = Siege, OTS = Siege nach Verlängerung (Overtime) oder Penaltyschießen, OTN = Niederlagen nach Verlängerung oder Penaltyschießen, N = Niederlagen

Erläuterungen: Achtelfinalqualifikant

## K.-o.-Phase
Folgende Mannschaften sind für das Achtelfinale qualifiziert:
| Gruppe | Gruppenerster (gesetzt im Achtelfinale) | Gruppenzweiter (ungesetzt im Achtelfinale) |
| ------ | --------------------------------------- | ------------------------------------------ |
| A      | EHC Biel                                | Tappara Tampere                            |
| B      | EV Zug                                  | HC Plzeň 1929                              |
| C      | Luleå HF                                | Augsburger Panther                         |
| D      | Lausanne HC                             | HK Junost Minsk                            |
| E      | Skellefteå AIK                          | SC Bern                                    |
| F      | Adler Mannheim                          | Djurgårdens IF Stockholm                   |
| G      | EHC Red Bull München                    | Färjestad BK Karlstad                      |
| H      | Frölunda HC Göteborg                    | Mountfield Hradec Králové                  |

### K.-o.-Baum
|  | Achtelfinale              | Achtelfinale              | Achtelfinale |                           |      | Viertelfinale | Viertelfinale | Viertelfinale |  |  | Halbfinale | Halbfinale | Halbfinale |  |  | Finale | Finale |  |
|  |                           |                           |              |                           |      |               |               |               |  |  |            |            |            |  |  |        |        |  |
|  | Skellefteå AIK            | 3                         | 1            |                           |      |               |               |               |  |  |            |            |            |  |  |        |        |  |
|  | Djurgårdens IF Stockholm  | 3                         | 4            |                           |      |               |               |               |  |  |            |            |            |  |  |        |        |  |
|  | Djurgårdens IF Stockholm  | 3                         | 4            | Djurgårdens IF Stockholm  | 5    | 3             |               |               |  |  |            |            |            |  |  |        |        |  |
|  |                           |                           |              | Djurgårdens IF Stockholm  | 5    | 3             |               |               |  |  |            |            |            |  |  |        |        |  |
|  |                           | EHC Red Bull München      | 1            | 0                         |      |               |               |               |  |  |            |            |            |  |  |        |        |  |
|  | EHC Red Bull München      | EHC Red Bull München      | 1            | 0                         | 3    | 6             |               |               |  |  |            |            |            |  |  |        |        |  |
|  | EHC Red Bull München      |                           |              |                           | 3    | 6             |               |               |  |  |            |            |            |  |  |        |        |  |
|  | HK Junost Minsk           | 2                         | 0            |                           |      |               |               |               |  |  |            |            |            |  |  |        |        |  |
|  | HK Junost Minsk           | 2                         | 0            | Djurgårdens IF Stockholm  | 1    | 0             |               |               |  |  |            |            |            |  |  |        |        |  |
|  |                           |                           |              |                           |      |               |               |               |  |  |            |            |            |  |  |        |        |  |
|  |                           | Mountfield Hradec Králové | 3            | 3                         |      |               |               |               |  |  |            |            |            |  |  |        |        |  |
|  | EV Zug                    | Mountfield Hradec Králové | 3            | 3                         | 3    | 3             |               |               |  |  |            |            |            |  |  |        |        |  |
|  | EV Zug                    |                           |              |                           | 3    | 3             |               |               |  |  |            |            |            |  |  |        |        |  |
|  | Tappara Tampere           | 3                         | 1            |                           |      |               |               |               |  |  |            |            |            |  |  |        |        |  |
|  | Tappara Tampere           | 3                         | 1            | EV Zug                    | 1    | 0             |               |               |  |  |            |            |            |  |  |        |        |  |
|  |                           |                           |              | EV Zug                    | 1    | 0             |               |               |  |  |            |            |            |  |  |        |        |  |
|  |                           | Mountfield Hradec Králové | 1            | 4                         |      |               |               |               |  |  |            |            |            |  |  |        |        |  |
|  | Adler Mannheim            | Mountfield Hradec Králové | 1            | 4                         | 0    | 1             |               |               |  |  |            |            |            |  |  |        |        |  |
|  | Adler Mannheim            |                           |              |                           | 0    | 1             |               |               |  |  |            |            |            |  |  |        |        |  |
|  | Mountfield Hradec Králové | 1                         | 1            |                           |      |               |               |               |  |  |            |            |            |  |  |        |        |  |
|  | Mountfield Hradec Králové | 1                         | 1            | Mountfield Hradec Králové | 1    |               |               |               |  |  |            |            |            |  |  |        |        |  |
|  |                           |                           |              |                           |      |               |               |               |  |  |            |            |            |  |  |        |        |  |
|  |                           | Frölunda HC Göteborg      | 3            |                           |      |               |               |               |  |  |            |            |            |  |  |        |        |  |
|  | EHC Biel                  | Frölunda HC Göteborg      | 3            | 2                         | 12 1 |               |               |               |  |  |            |            |            |  |  |        |        |  |
|  | EHC Biel                  |                           |              |                           | 12 1 |               |               |               |  |  |            |            |            |  |  |        |        |  |
|  | Augsburger Panther        | 2                         | 1            |                           |      |               |               |               |  |  |            |            |            |  |  |        |        |  |
|  | Augsburger Panther        | 2                         | 1            | EHC Biel                  | 3    | 3             |               |               |  |  |            |            |            |  |  |        |        |  |
|  |                           |                           |              | EHC Biel                  | 3    | 3             |               |               |  |  |            |            |            |  |  |        |        |  |
|  |                           | Frölunda HC Göteborg      | 2            | 15 1                      |      |               |               |               |  |  |            |            |            |  |  |        |        |  |
|  | Frölunda HC Göteborg      | Frölunda HC Göteborg      | 2            | 15 1                      | 3    | 8             |               |               |  |  |            |            |            |  |  |        |        |  |
|  | Frölunda HC Göteborg      |                           |              |                           | 3    | 8             |               |               |  |  |            |            |            |  |  |        |        |  |
|  | Färjestad BK Karlstad     | 6                         | 2            |                           |      |               |               |               |  |  |            |            |            |  |  |        |        |  |
|  | Färjestad BK Karlstad     | 6                         | 2            | Frölunda HC Göteborg      | 2    | 3             |               |               |  |  |            |            |            |  |  |        |        |  |
|  |                           |                           |              |                           |      |               |               |               |  |  |            |            |            |  |  |        |        |  |
|  |                           | Luleå HF                  | 3            | 1                         |      |               |               |               |  |  |            |            |            |  |  |        |        |  |
|  | Luleå HF                  | Luleå HF                  | 3            | 1                         | 3    | 4             |               |               |  |  |            |            |            |  |  |        |        |  |
|  | Luleå HF                  |                           |              |                           | 3    | 4             |               |               |  |  |            |            |            |  |  |        |        |  |
|  | SC Bern                   | 0                         | 2            |                           |      |               |               |               |  |  |            |            |            |  |  |        |        |  |
|  | SC Bern                   | 0                         | 2            | Luleå HF                  | 2    | 5             |               |               |  |  |            |            |            |  |  |        |        |  |
|  |                           |                           |              | Luleå HF                  | 2    | 5             |               |               |  |  |            |            |            |  |  |        |        |  |
|  |                           | Lausanne HC               | 1            | 2                         |      |               |               |               |  |  |            |            |            |  |  |        |        |  |
|  | Lausanne HC               | Lausanne HC               | 1            | 2                         | 2    | 14 1          |               |               |  |  |            |            |            |  |  |        |        |  |
|  | Lausanne HC               |                           |              |                           | 2    | 14 1          |               |               |  |  |            |            |            |  |  |        |        |  |
|  | HC Plzeň 1929             | 1                         | 4            |                           |      |               |               |               |  |  |            |            |            |  |  |        |        |  |

### Achtelfinale
1. Duell:  Skellefteå AIK (E1) –  Djurgårdens IF Stockholm (F2) 4:7
| 12. November 2019 18:00 Uhr | Skellefteå AIK Jonathan Pudas (1:25) Jacob Olofsson (5:24) Adam Pettersson (26:27) | 3:3 (2:1, 1:1, 0:1) Spielbericht | Djurgårdens IF Stockholm Henrik Eriksson (5:57) Mattias Guter (21:08) Niklas Svedberg (48:52) | Skellefteå Kraft Arena, Skellefteå Zuschauer: 1.904 |

| 19. November 2019 20:00 Uhr | Djurgårdens IF Stockholm Dick Axelsson (14:43) Gustav Possler (38:33) Niclas Bergfors (48:35) Patrik Berglund (52:25) | 4:1 (1:0, 1:0, 2:1) Spielbericht | Skellefteå AIK Joakim Lindström (45:04) | Hovet, Stockholm Zuschauer: 2.732 |

2. Duell:  EHC Red Bull München (G1) –  HK Junost Minsk (D2) 9:2
| 12. November 2019 18:00 Uhr | HK Junost Minsk Jegor Gainetdinow (8:26) Iwan Drasdou (16:52) | 2:3 (2:0, 0:1, 0:2) Spielbericht | EHC Red Bull München Justin Schütz (33:23) Trevor Parkes (41:30) Yasin Ehliz (43:29) | Tschyschouka-Arena, Minsk Zuschauer: 3.243 |

| 20. November 2019 20:00 Uhr | EHC Red Bull München Andrew Bodnarchuk (35:56) Bobby Sanguinetti (46:16) Chris Bourque (49:21) John-Jason Peterka (54:02) Justin Schütz (54:41) Luca Zitterbart (55:32) | 6:0 (0:0, 1:0, 5:0) Spielbericht | HK Junost Minsk | Olympia-Eisstadion, München Zuschauer: 4.120 |

3. Duell:  EV Zug (B1) –  Tappara Tampere (A2) 6:4
| 12. November 2019 18:00 Uhr | Tappara Tampere Valtteri Kemiläinen (27:37) Jere Karjalainen (33:25) Olavi Vauhkonen (39:16) | 3:3 (0:2, 3:0, 0:1) Spielbericht | EV Zug Dario Simion (1:42) Santeri Alatalo (6:04) Grégory Hofmann (42:31) | Hakametsä, Tampere Zuschauer: 5.275 |

| 19. November 2019 19:45 Uhr | EV Zug Dario Simion (10:40) Grégory Hofmann (27:58) Grégory Hofmann (34:27) | 3:1 (1:0, 2:0, 0:1) Spielbericht | Tappara Tampere Charles Bertrand (49:49) | Bossard Arena, Zug Zuschauer: 3.559 |

4. Duell:  Adler Mannheim (F1) –  Mountfield Hradec Králové (H2) 1:2
| 13. November 2019 18:00 Uhr | Mountfield Hradec Králové Aleš Jergl (55:52) | 1:0 (0:0, 0:0, 1:0) Spielbericht | Adler Mannheim | ČPP aréna, Hradec Králové Zuschauer: 2.647 |

| 19. November 2019 19:00 Uhr | Adler Mannheim Phil Hungerecker (49:13) | 1:1 (0:0, 0:1, 1:0) Spielbericht | Mountfield Hradec Králové Matěj Chalupa (39:07) | SAP Arena, Mannheim Zuschauer: 3.611 |

5. Duell:  EHC Biel (A1) –  Augsburger Panther (C2) 4:3 n. V.
| 12. November 2019 19:30 Uhr | Augsburger Panther Jaroslav Hafenrichter (0:28) Matt Fraser (20:55) | 2:2 (1:0, 1:0, 0:2) Spielbericht | EHC Biel Stefan Ulmer (47:04) Toni Rajala (53:43) | Curt-Frenzel-Stadion, Augsburg Zuschauer: 5.580 |

| 19. November 2019 19:45 Uhr | EHC Biel Tino Kessler (21:15) Toni Rajala (63:04) | 2:1 n. V. (0:0, 1:1, 0:0, 1:0) Spielbericht | Augsburger Panther Drew LeBlanc (37:55) | Tissot Arena, Biel Zuschauer: 4.632 |

6. Duell:  Frölunda HC Göteborg (H1) –  Färjestad BK Karlstad (G2) 11:9
| 12. November 2019 18:00 Uhr | Färjestad BK Karlstad Marcus Nilsson (0:40) Victor Ejdsell (17:14) Daniel Viksten (18:52) Per Åslund (21:06) Victor Ejdsell (23:27) Per Åslund (45:58) | 6:3 (3:0, 2:1, 1:2) Spielbericht | Frölunda HC Göteborg Joel Mustonen (32:02) Ryan Lasch (41:14) David Printz (47:52) | Löfbergs Arena, Karlstad Zuschauer: 4.423 |

| 19. November 2019 18:00 Uhr | Frölunda HC Göteborg Viktor Ekbom (3:13) Simon Hjalmarsson (5:29) Ryan Lasch (29:11) Joel Mustonen (31:26) Nicklas Lasu (47:20) Nicklas Lasu (48:31) Nicklas Lasu (56:12) Theodor Lennström (57:03) | 8:2 (2:1, 2:1, 4:0) Spielbericht | Färjestad BK Karlstad Linus Arnesson (7:29) Gustav Rydahl (34:06) | Frölundaborg, Göteborg Zuschauer: 3.472 |

7. Duell:  Luleå HF (C1) –  SC Bern (E2) 7:2
| 12. November 2019 19:45 Uhr | SC Bern | 0:3 (0:0, 0:3, 0:0) Spielbericht | Luleå HF Nils Lundkvist (23:42) Robin Kovács (26:54) Isac Brännström (27:48) | PostFinance-Arena, Bern Zuschauer: 4.019 |

| 19. November 2019 18:00 Uhr | Luleå HF Robin Kovács (14:02) Arttu Ilomäki (18:15) Arttu Ilomäki (29:03) Arttu Ilomäki (55:43) | 4:2 (2:2, 1:0, 1:0) Spielbericht | SC Bern Andrew Ebbett (5:45) Yanik Burren (19:03) | Coop Norrbotten Arena, Luleå Zuschauer: 2.225 |

8. Duell:  Lausanne HC (D1) –  HC Plzeň 1929 (B2) 6:5 n. V.
| 12. November 2019 18:00 Uhr | HC Plzeň 1929 Jakub Pour (34:26) | 1:2 (0:0, 1:1, 0:1) Spielbericht | Lausanne HC Joël Vermin (37:56) Joël Genazzi (56:41) | Logspeed CZ Aréna, Pilsen Zuschauer: 5.360 |

| 19. November 2019 19:45 Uhr | Lausanne HC Dustin Jeffrey (5:41) Petteri Lindbohm (11:50) Tyler Moy (15:31) Cory Emmerton (60:58) | 4:4 n. V. (3:2, 0:0, 0:2, 1:0) Spielbericht | HC Plzeň 1929 Jaroslav Kracík (9:21) Lukáš Kaňák (11:40) Matyáš Kantner (46:30) Luboš Rob (53:25) | Vaudoise aréna, Lausanne Zuschauer: 3.239 |

### Viertelfinale
1. Duell:  Djurgårdens IF Stockholm (F2) –  EHC Red Bull München (G1) 8:1
| 3. Dezember 2019 18:00 Uhr | Djurgårdens IF Stockholm Patrik Berglund (6:45) Gustav Possler (9:02) Kalle Östman (30:05) Tom Nilsson (34:21) Anton Hedman (55:26) | 5:1 (2:1, 2:0, 1:0) Spielbericht | EHC Red Bull München Jason Jaffray (8:42) | Hovet, Stockholm Zuschauer: 1.796 |

| 10. Dezember 2019 20:00 Uhr | EHC Red Bull München | 0:3 (0:0, 0:1, 0:2) Spielbericht | Djurgårdens IF Stockholm Tom Nilsson (22:24) Kalle Östman (43:48) Henrik Eriksson (56:53) | Olympia-Eisstadion, München Zuschauer: 3.450 |

2. Duell:  EV Zug (B1) –  Mountfield Hradec Králové (H2) 1:5
| 3. Dezember 2019 18:00 Uhr | Mountfield Hradec Králové Tomáš Vincour (44:07) | 1:1 (0:1, 0:0, 1:0) Spielbericht | EV Zug Dario Simion (4:48) | ČPP aréna, Hradec Králové Zuschauer: 2.503 |

| 10. Dezember 2019 19:45 Uhr | EV Zug | 0:4 (0:0, 0:3, 0:1) Spielbericht | Mountfield Hradec Králové Petr Koukal (22:16) Radek Smoleňák (27:33) Filip Pavlík (29:57) Matěj Chalupa (58:33) | Bossard Arena, Zug Zuschauer: 4.450 |

3. Duell:  EHC Biel (A1) –  Frölunda HC Göteborg (H1) 6:7  n. V.
| 3. Dezember 2019 18:00 Uhr | Frölunda HC Göteborg Nicklas Lasu (50:52) Joel Mustonen (53:06) | 2:3 (0:0, 0:2, 2:1) Spielbericht | EHC Biel Jason Fuchs (24:03) Damien Brunner (33:49) Marc-Antoine Pouliot (40:52) | Frölundaborg, Göteborg Zuschauer: 3.182 |

| 10. Dezember 2019 19:45 Uhr | EHC Biel Stefan Ulmer (30:34) Marc-Antoine Pouliot (52:08) Peter Schneider (56:02) | 3:5 n. V. (0:2, 1:0, 2:2, 0:1) Spielbericht | Frölunda HC Göteborg Ryan Lasch (3:08) Joel Lundqvist (15:36) Patrik Carlsson (57:10) Theodor Lennström (57:29) Patrik Carlsson (65:53) | Tissot Arena, Biel Zuschauer: 5.592 |

4. Duell:  Luleå HF (C1) –  Lausanne HC (D1) 7:3
| 3. Dezember 2019 20:15 Uhr | Lausanne HC Josh Jooris (39:35) | 1:2 (0:0, 1:1, 0:1) Spielbericht | Luleå HF Robin Kovács (31:53) Robin Kovács (41:07) | Vaudoise aréna, Lausanne Zuschauer: 3.232 |

| 10. Dezember 2019 18:00 Uhr | Luleå HF Isac Brännström (3:58) Noel Gunler (17:44) Noel Gunler (42:27) Daniel Sondell (53:01) Austin Farley (59:43) | 5:2 (2:1, 0:0, 3:1) Spielbericht | Lausanne HC Joël Vermin (3:15) Cody Almond (57:38) | Coop Norrbotten Arena, Luleå Zuschauer: 2.895 |

### Halbfinale
1. Duell:  Djurgårdens IF Stockholm (F2) –  Mountfield Hradec Králové (H2) 1:6
| 7. Januar 2020 19:00 Uhr | Djurgårdens IF Stockholm Gustav Possler (2:10) | 1:3 (1:1, 0:1, 0:1) Spielbericht | Mountfield Hradec Králové Richard Nedomlel (4:39) Matěj Chalupa (22:15) Matěj Chalupa (49:39) | Hovet, Stockholm Zuschauer: 2.383 |

| 14. Januar 2020 18:00 Uhr | Mountfield Hradec Králové Jakub Lev (20:53) Richard Nedomlel (42:07) Aleš Jergl (51:34) | 3:0 (0:0, 1:0, 2:0) Spielbericht | Djurgårdens IF Stockholm | ČPP aréna, Hradec Králové Zuschauer: 6.161 |

2. Duell:  Frölunda HC Göteborg (H1) –  Luleå HF (C1) 5:4
| 7. Januar 2020 18:00 Uhr | Frölunda HC Göteborg Viktor Ekbom (23:27) Karl Stollery (34:59) | 2:3 (0:2, 2:0, 0:1) Spielbericht | Luleå HF Einar Emanuelsson (13:48) Daniel Sondell (17:16) Jack Connolly (53:35) | Frölundaborg, Göteborg Zuschauer: 3.564 |

| 14. Januar 2020 18:00 Uhr | Luleå HF Juhani Tyrväinen (13:41) | 1:3 (1:0, 0:1, 0:2) Spielbericht | Frölunda HC Göteborg Rhett Rakhshani (30:59) Joel Lundqvist (43:19) Ryan Lasch (50:35) | Coop Norrbotten Arena, Luleå Zuschauer: 4.305 |

### Finale
| 4. Februar 2020 18:45 Uhr | Mountfield Hradec Králové Petr Koukal (6:53) | 1:3 (1:3, 0:0, 0:0) Spielbericht | Frölunda HC Göteborg Simon Hjalmarsson (16:29) Max Friberg (18:21) Johan Sundström (19:21) | ČPP aréna, Hradec Králové Zuschauer: 6.890 |

## Auszeichnungen

### Kader des CHL-Siegers
| Sieger der Champions Hockey League Frölunda HC Göteborg | Torhüter: Johan Mattsson, Niklas Rubin Verteidiger: Julius Bergman, Viktor Ekbom, Anders Grönlund, Brandon Gormley, Theodor Lennström, Jacob Moverare, David Printz, Karl Stollery Stürmer: Patrik Carlsson, Samuel Fagemo, Max Friberg, Karl Henriksson, Simon Hjalmarsson, Ryan Lasch, Nicklas Lasu, Joel Lundqvist, Joel Mustonen, Jacob Peterson, Rhett Rakhshani, Lucas Raymond, Mats Rosseli Olsen, Elmer Söderblom, Sebastian Stålberg, Johan Sundström Cheftrainer: Roger Rönnberg Assistenztrainer: Kristofer Näslund, Viktor Stråhle |

### Spielertrophäen
| Auszeichnung         | Spieler    | Mannschaft           |
| -------------------- | ---------- | -------------------- |
| Wertvollster Spieler | Ryan Lasch | Frölunda HC Göteborg |
| Topscorer            | Ryan Lasch | Frölunda HC Göteborg |